# USS Greene
El USS Greene (DD-266/AVD-13/APD-36) fue un destructor de la clase Clemson de la Armada de los Estados Unidos en servicio entre 1919 y 1922. Fue puesto nuevamente en servicio en 1940, combatió en la Segunda Guerra Mundial, y naufragó en una tormenta en octubre de 1945.

## Hundimiento

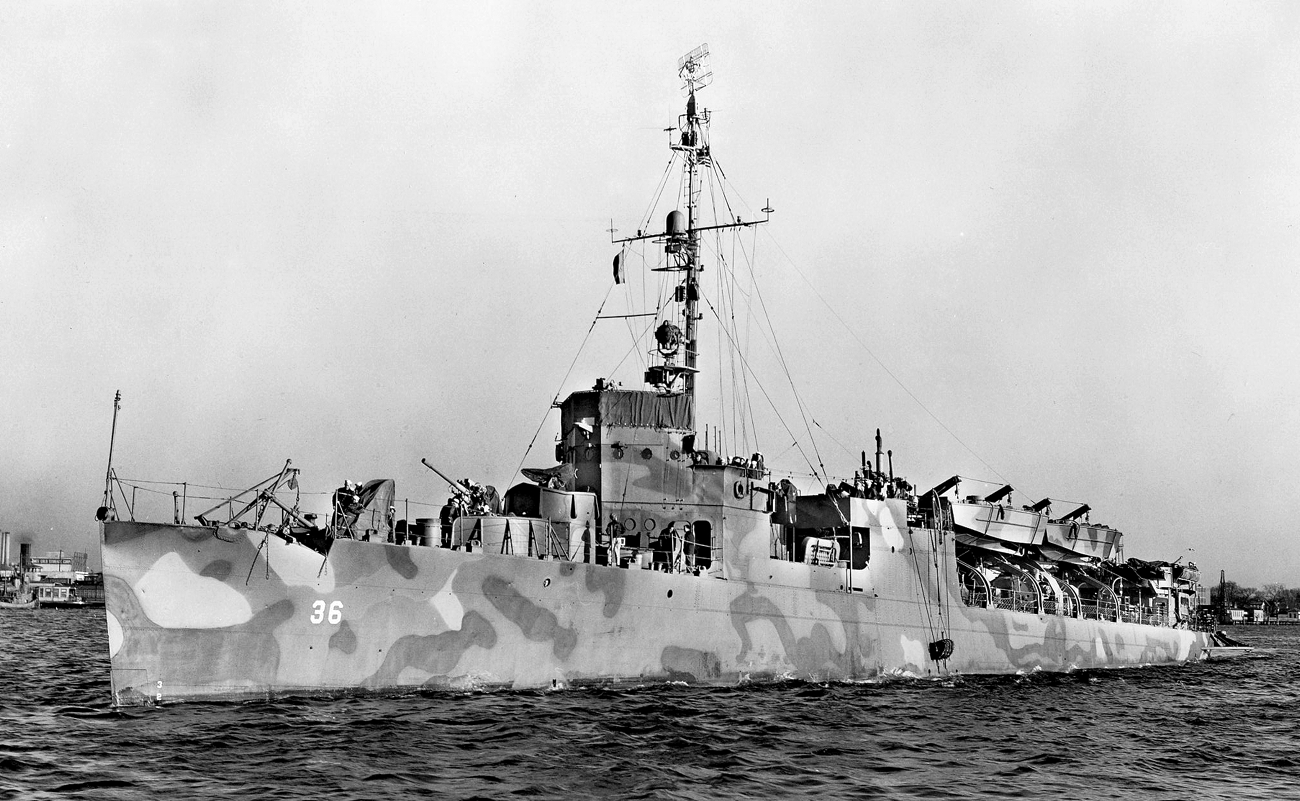
El USS Greene en enero de 1945.

Poco después de la rendición de Japón en la Segunda Guerra Mundial, la larga carrera del Greene llegó a su fin durante el tifón Louise el 9 de octubre de 1945 en Okinawa. Vientos de más de 100 nudos lo hicieron encallar en la costa noroeste de Kudaka, lo que lo dañó de manera irreparable. Todo el material útil del barco fue rescatado. Fue dado de baja el 23 de noviembre de 1945. El Greene fue dado de baja de la lista de la Armada estadounidense el 5 de diciembre de 1945. Sus restos fueron destruidos con explosivos el 11 de febrero de 1946.